# New Munich Trench British Cemetery
Le New Munich Trench British Cemetery (nouveau cimetière militaire britannique Munich Trench) est un cimetière militaire de la Première Guerre mondiale, situé sur le territoire de la commune de Beaumont-Hamel, dans le département de la Somme, au nord-est d'Amiens.

## Localisation
Ce cimetière est situé au beau milieu des cultures à 1,5 km au nord du village. L'accès se fait en empruntant la D 163, puis un chemin agricole sur environ 200 m. De là, on peut apercevoir dans la plaine à 200 m au nord le cimetière Munich Trench British Cemetery.

## Histoire

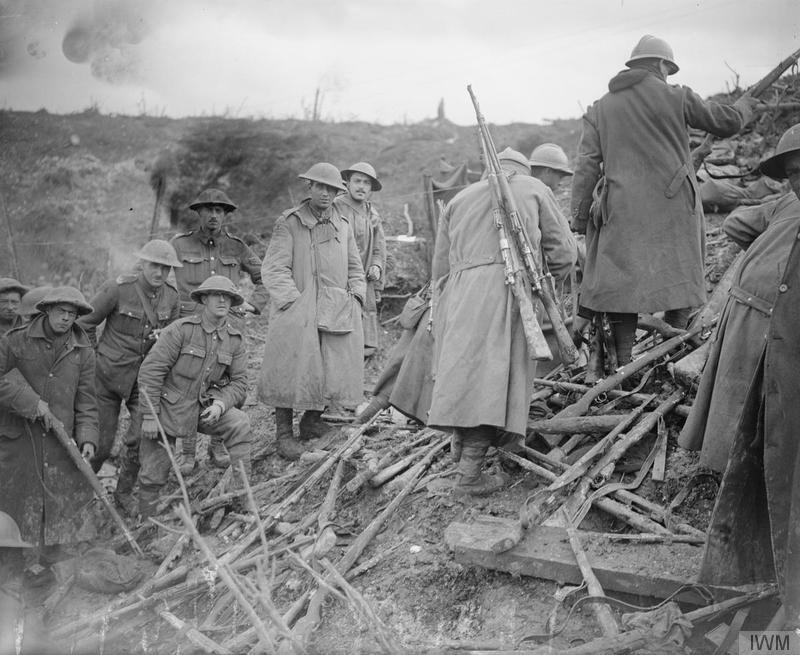
Soldats britanniques lors de la bataille des hauteurs de l'Ancre, novembre 1916.

Beaumont-Hamel a été capturé en novembre 1916, lors de la bataille des hauteurs de l'Ancre, et les tombes de ce cimetière sont en grande partie celles d'hommes morts lors de cette bataille. Les inhumations ont été effectuées par le 5e Corps au printemps 1917, après le retrait allemand sur la ligne Hindenburg. Le nouveau cimetière britannique de la tranchée de Munich tire son nom d'une tranchée allemande capturée par la 7e division le 11 janvier 1917.

Le cimetière contient 146 sépultures de soldats britanniques de la Première Guerre mondiale, dont 28 sont non identifiées.

## Caractéristiques
Le cimetière a un plan rectangulaire de 25 m sur 15. Il est clos par un mur de moellons.
Le cimetière a été conçu par WH Cowlishaw.

## Galerie

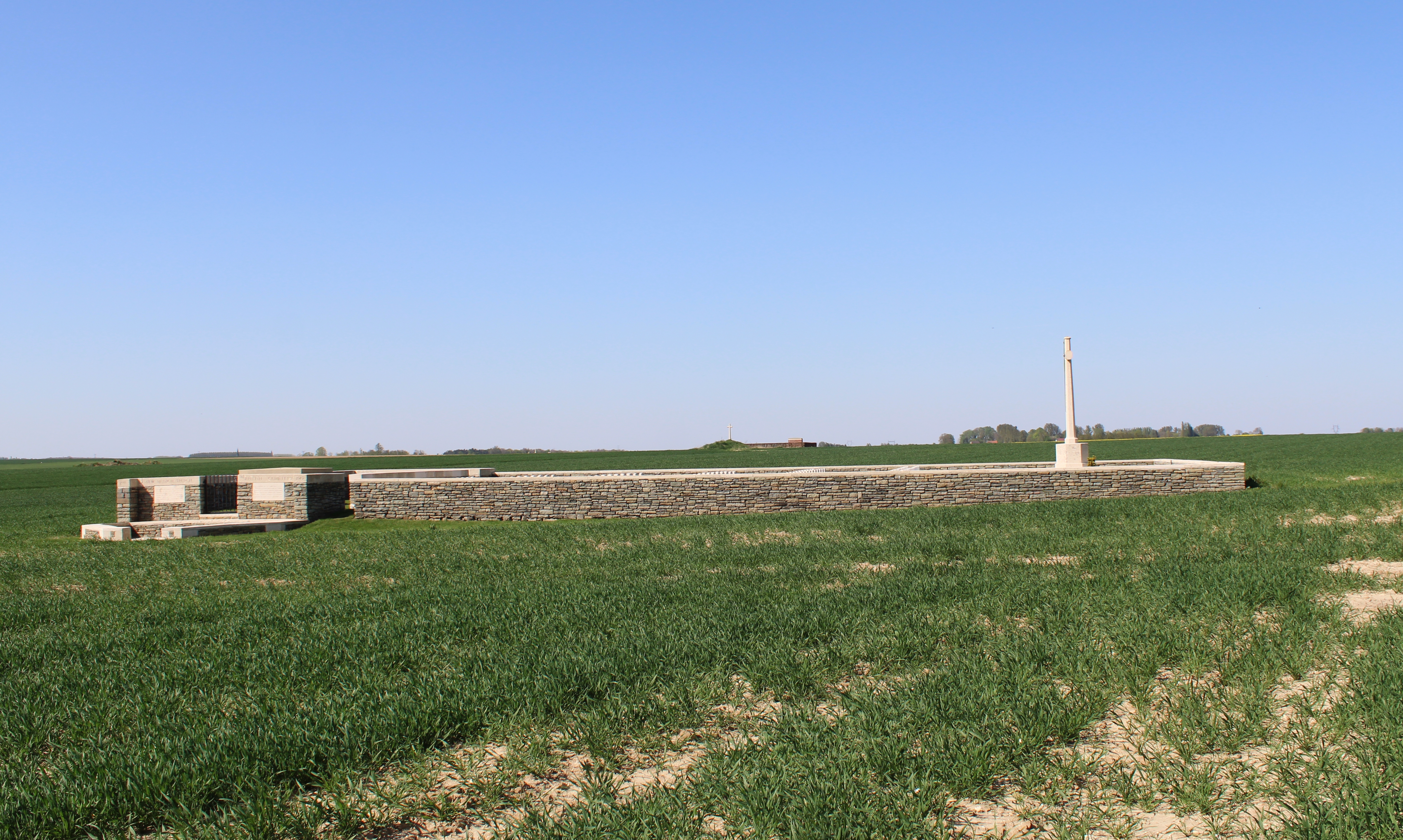
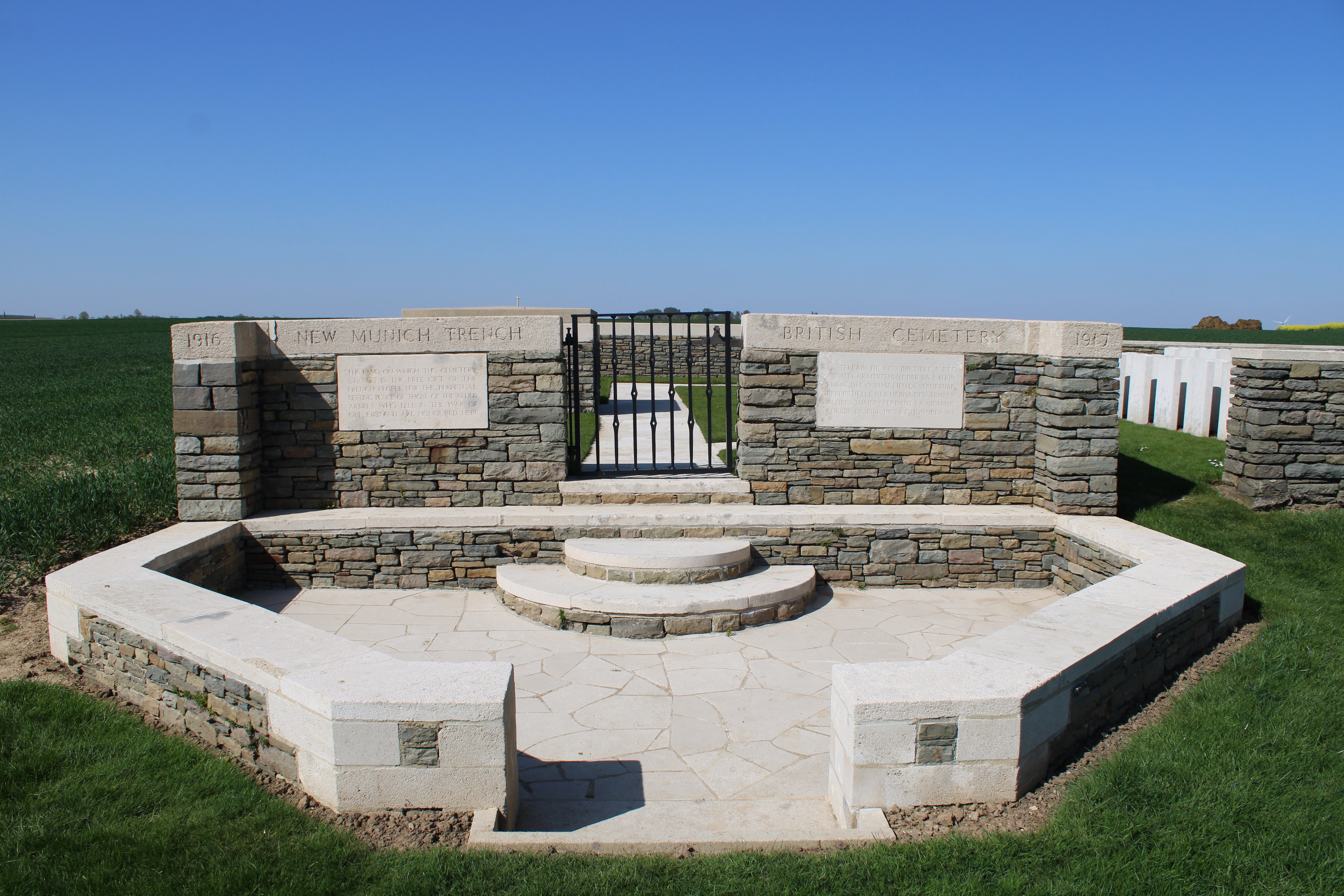
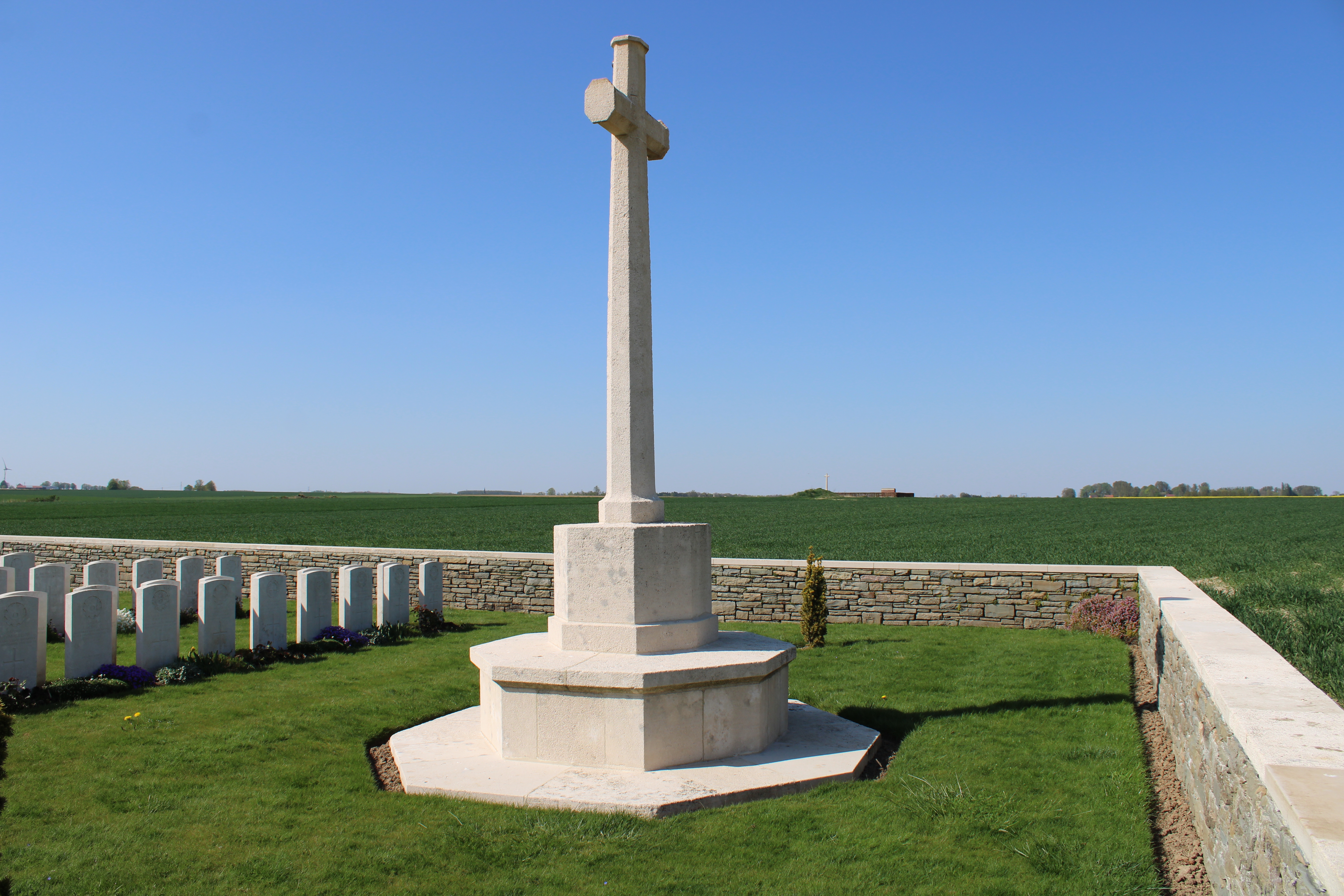
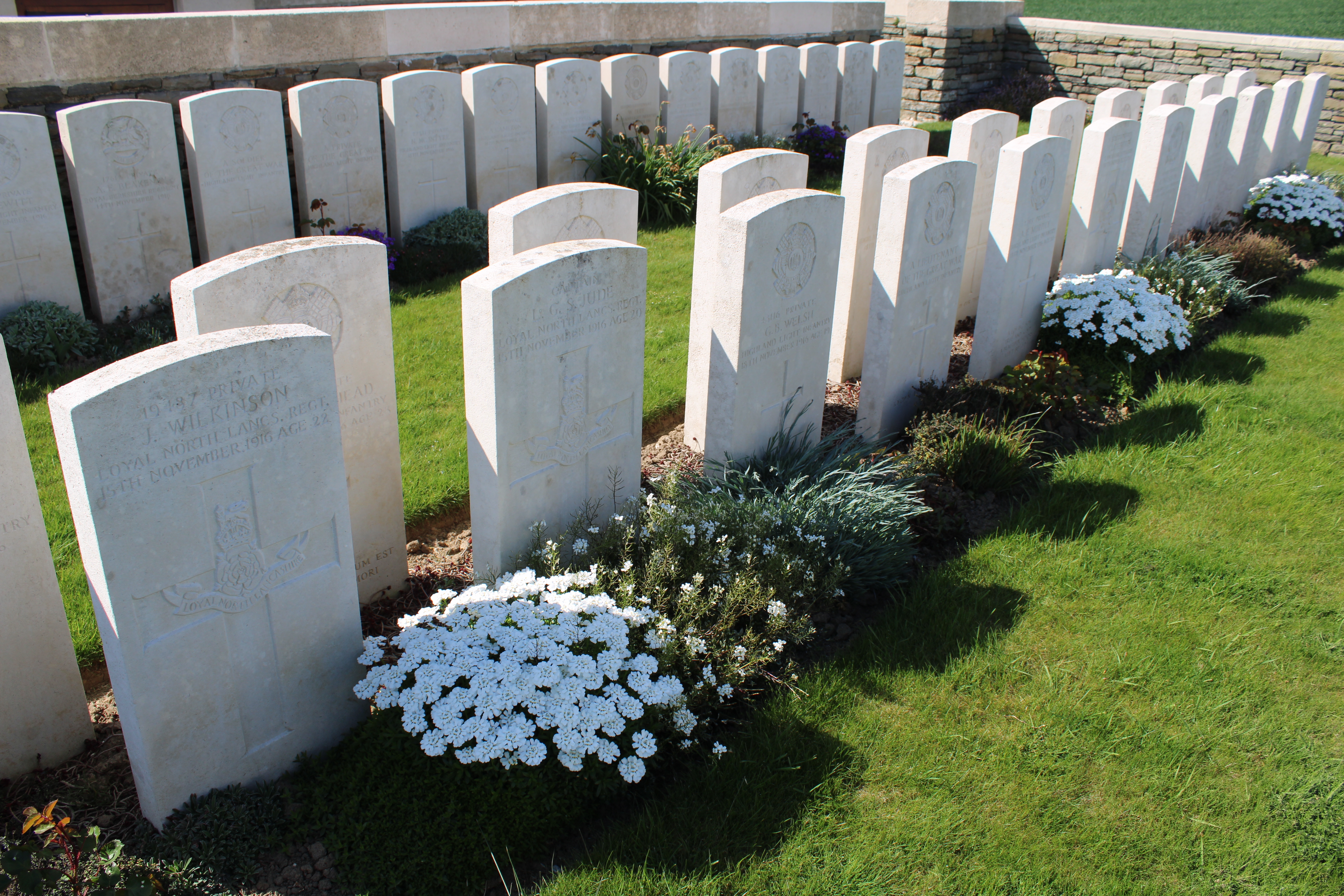
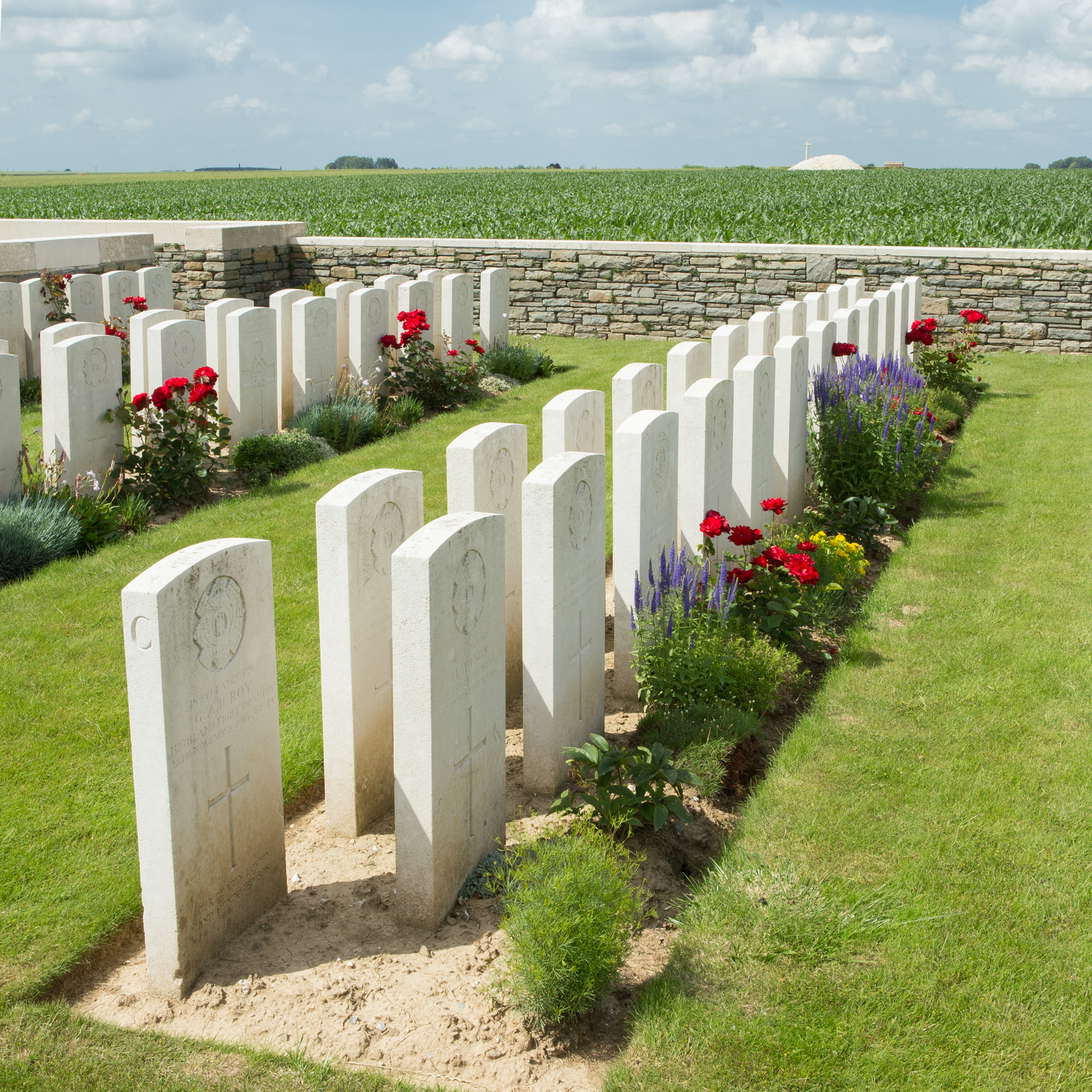
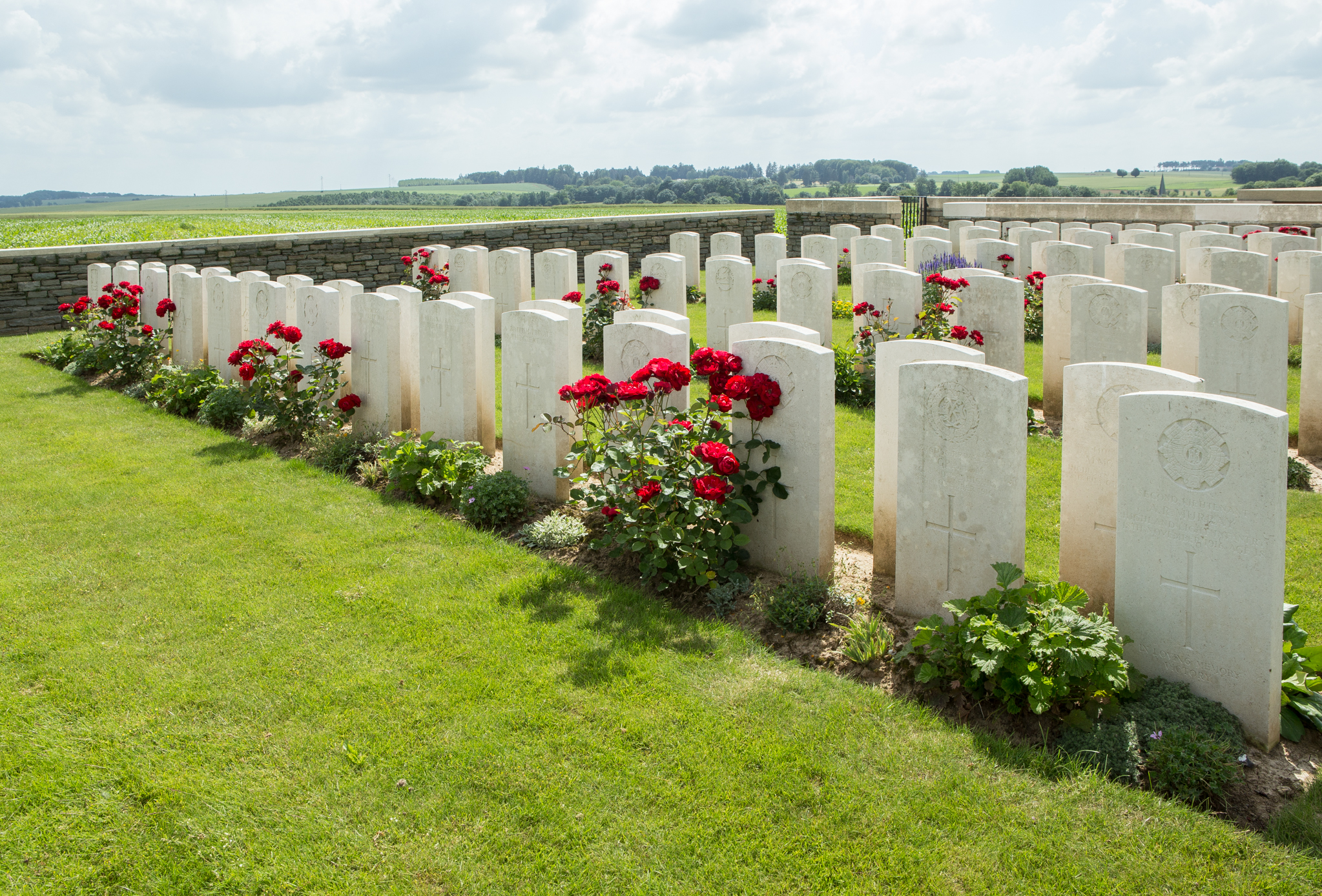

## Sépultures
| Pays        | Sépultures |
| ----------- | ---------- |
| Royaume-Uni | 146        |